# Abildgaard (slægter)
 For alternative betydninger, se Abildgård. (Se også artikler, som begynder med Abildgård)
Abildgaard er navnet på en uddød dansk uradelsslægt og på borgerlige danske (dansk-norske) slægter.  Abildgaard er et gammelt dansk ord for æblehave og kendes som stednavn flere steder i Jylland. 

## Adelsslægten
Abildgaard er en af de ældste danske adelsslægter, der formodes at have sin oprindelse i Sønderjylland, og som slægtsnavn er det blandt de allertidligste i Danmark. Efterretningerne om slægten i tiden før 1500 er dog meget ufuldstændige, og navnlig må slægten deles ved dette tidspunkt i to linjer, da forbindelsen mellem de ældre og de nyere Abildgaard'er ikke er kendt.
Ridder Tyge Abildgaard nævnes i dokumenter fra 1230-ca.1260. Hans sønner var kongelig marsk Laurids Abildgaard og hertugelig drost Tyge Abildgaard (død ca. 1295). Blandt Laurids Abildgaards fem sønner var Tyge, Niels og Laurids i kongelig og hertugelig tjeneste, men ophørte med at bruge slægtsnavn, således at de efterfølgende slægtled kun kan følges gennem deres brug af slægtsvåbenet. En anden søn Timme Lauridsen Abildgaard til Margård er stamfader til den ældre linje af slægten.
En yngre slægt med genoptaget slægtsnavn kendes fra 1530'erne med Bendix Abildgaard til Vranderup, Ribe Amt; denne linje fortsatte i Sydjylland og på Fyn til 1705, hvor slægten uddøde.

## Borgerlige slægter
Fra 1600-tallet kendes flere borgerlige slægter både i Danmark og i Norge. Til den borgerlige slægt hører arkivtegneren Søren Abildgaard (1718-1791), der er fader til maleren Nicolai Abraham Abildgaard (1743-1809) og veterinæren Peter Christian Abildgaard (1740-1801). Han nedstammer fra politibetjent i København Hans Pedersen Abildgaard, hvis broder rimeligvis er løjtnant Jens Pedersen Abildgaard (ca. 1650-1718) i Trondhjem, der havde sønnerne rektor Christian Ulrik Abildgaard (1698-1771) i Helsingør — fra hvem den danske og en af de norske grene af den borgerlige slægt nedstammer —, præsten Peter Abildgaard (1695-1778) i Røros og præsten Jens Abildgaard (1696-1745) i Løiten, fra hvem en anden norsk gren nedstammer. De nævnte Hans og Jens Pedersen Abildgaard tillige med en tredje broder Søren Abildgaard , der 1703 var fæster under Bangsbo, har formentlig deres navn fra Abildgård i Jerslev Sogn, medens derimod familietraditionen, til dels med støtte i, at slægten fører det adelige våben, vil hævde, at de gennem et ukendt led er efterkommere af Terkel Abildgaard (ca. 1498-1564), der "holdis for at have været af den adelige Stamme", men hvis forbindelse med denne dog heller ikke er blevet fastslået.
Senere medlemmer af denne slægt er lyrikeren og kritikeren Ove Johannes Abildgaard (1916-1990) og forfatteren Anders Abildgaard Nielsen (født 1977).